# If I say the words
If I say the words is een nummer van de Volendamse band BZN uit 1984.
Het was de eerste single die na het vertrek van Anny Schilder werd opgenomen met haar vervangster Carola Smit. De platenmaatschappij was daar naar verluidt niet van op de hoogte en zou de verandering aanvankelijk niet hebben opgemerkt.
If I say the words stond 8 weken in de Nederlandse Top 40, waar het de vierde plaats behaalde. Hiermee was het de tiende opeenvolgende top 10-hit van BZN, maar ook de laatste hit van de groep die de top 5 bereikte.
De Volendamse formatie De Proppies, bestaande uit zussen en nichten uit de familie Prop, maakte een cover van dit nummer. De zangeres Tamara Tol is getrouwd met de zoon van Tuijp.